# Schloss Hochaltingen

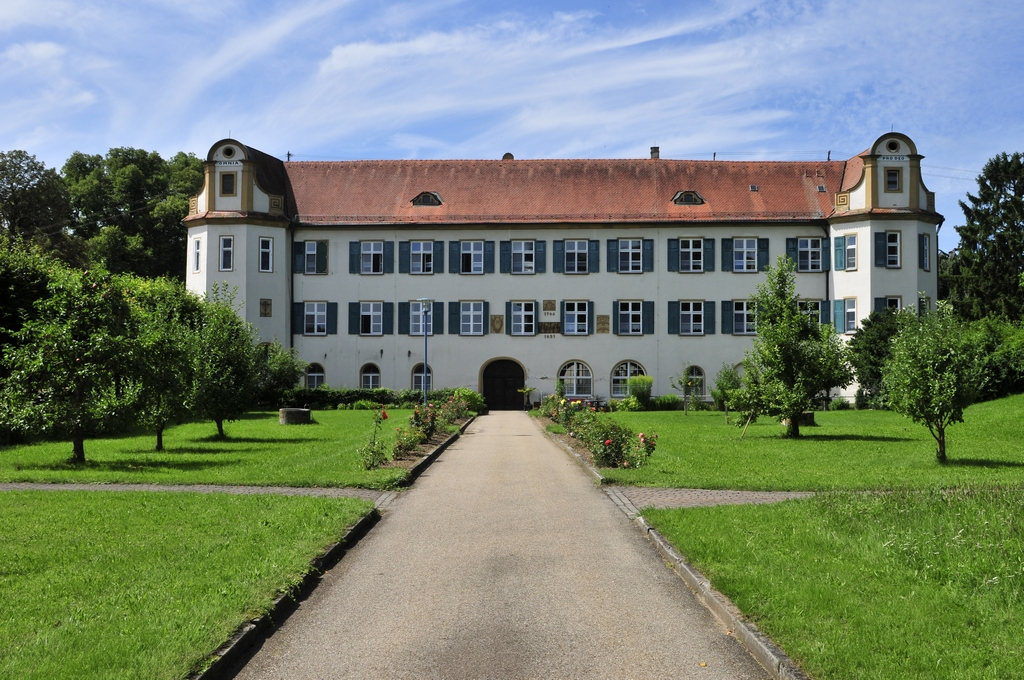
Ostseite des Gebäudes mit Schlossgarten

Schloss Hochaltingen ist eine oval-rechteckige dreiflügelige Wallanlage mit äußerem Graben. Es war von 1764 bis 1899 Sommersitz der regierenden Fürsten von Oettingen-Spielberg. Das Schloss befindet sich im Ortsteil Hochaltingen der Gemeinde Fremdingen (Landkreis Donau-Ries).

## Geschichte
Der Hauptbau des Schlosses, so wie er sich heute darstellt, wurde 1551 errichtet, als sich die Herren von Hürnheim, aus ihrer einstigen Stellung durch die Grafen von Oettingen längst verdrängt, hierher zurückgezogen haben. 1585 ging der Besitz über Cordula von Hürnheim an die Freiherrn von Welden über, die das Schloss erneuerten. Die freiherrliche Familie veräußerte 1764 das Schloss und die Herrschaft an das Haus Oettingen-Spielberg. Eine Beschreibung des Schlosses aus dem Jahre 1671 berichtet von der beherrschenden Lage des Gebäudes, aus dessen zweiten Stockwerk man an die 70 Städte, Marktflecken und Dörfer erblicken kann.
Der fürstliche Sommersitz wurde in den Jahren 1853 bis 1859 neu gestaltet. In dieser Zeit erhielt der große Schlosssaal als besonderen Schmuck ein Wappenfries, der an die zweihundert Wappen oettingscher Lehenträger zeigt. Die Ecken der Stuckdecke im Wappensaal zieren Darstellungen der vier Jahreszeiten. Das fürstliche Haus Oettingen-Spielberg verkaufte im August 1899 für 70.000 Mark das Gebäude an den Orden der Dillinger Franziskanerinnen (Wappen über dem Kapellenfenster), die hier eine Haushaltungsschule und später ein Altenheim unterhielten. Die Dillinger Franziskanerinnen veräußerten 1997 das Schloss an den Deutschen Orden, der das Altenheim bis heute weiterführt.

## Beschreibung
Die historisch wertvolle Schlosskapelle stammt aus der Erbauungszeit des Schlosses. In ihr befindet sich ein in der Mitte des 16. Jahrhunderts entstandener Flügelaltar mit Muttergottes und Kind (aus der Ulmer Schule) aus der Zeit um 1500. Über dem Hauptportal des Schlosses befinden sich die Wappen der einstigen Besitzer: 1551 Hürnheim, 1651 Welden und 1764 Oettingen-Spielberg. Noch heute deutlich erkennbar ist der einst rings um das Schloss angelegte feste Einschnitt des Wassergrabens. Die noch teilweise erhaltene Innenausstattung stammt im Wesentlichen aus dem 19. Jahrhundert.